# Eleições autárquicas portuguesas de 1997 no distrito de Lisboa
| Eleições autárquicas portuguesas de 1997 Distritos: Aveiro \| Beja \| Braga \| Bragança \| Castelo Branco \| Coimbra \| Évora \| Faro \| Guarda \| Leiria \| Lisboa \| Portalegre \| Porto \| Santarém \| Setúbal \| Viana do Castelo \| Vila Real \| Viseu \| Açores \| Madeira |

## Resultados por concelho
Os resultados nos concelhos do Distrito de Lisboa foram os seguintes:

### Alenquer
| Partido                 | Partido                           | Votos  | %               | +/-  | Vereadores | +/-     |
| ----------------------- | --------------------------------- | ------ | --------------- | ---- | ---------- | ------- |
|                         | Partido Socialista                | 9 936  | 55,30 / 100,00  | 0,79 | 5 / 7      | Estável |
|                         | Coligação Democrática Unitária    | 3 313  | 18,44 / 100,00  | 1,47 | 1 / 7      | Estável |
|                         | Partido Social Democrata          | 3 052  | 16,99 / 100,00  | 1,81 | 1 / 7      | Estável |
|                         | Partido Popular                   | 800    | 4,45 / 100,00   | 2,41 | 0 / 7      | Estável |
|                         | Partido da Solidariedade Nacional | 139    | 0,77 / 100,00   | 0,67 | 0 / 7      | Estável |
| Votos Inválidos         | Votos Inválidos                   | 726    | 4,04 / 100,00   | 0,63 |            |         |
| Total                   | Total                             | 17 966 | 100,00 / 100,00 |      | 7 / 7      |         |
| Eleitorado/Participação | Eleitorado/Participação           | 30 277 | 59,34 / 100,00  | 6,31 |            |         |

### Amadora
| Partido                 | Partido                           | Votos   | %               | +/-  | Vereadores | +/-     |
| ----------------------- | --------------------------------- | ------- | --------------- | ---- | ---------- | ------- |
|                         | Partido Socialista                | 28 055  | 33,79 / 100,00  | 2,78 | 4 / 11     | Estável |
|                         | Coligação Democrática Unitária    | 24 016  | 28,92 / 100,00  | 8,04 | 4 / 11     | Estável |
|                         | Partido Social Democrata          | 22 199  | 26,74 / 100,00  | 4,30 | 3 / 11     | Estável |
|                         | Partido Popular                   | 2 689   | 3,24 / 100,00   | 1,01 | 0 / 11     | Estável |
|                         | União Democrática Popular         | 1 071   | 1,29 / 100,00   | -    | 0 / 11     | -       |
|                         | PCTP/MRPP                         | 954     | 1,15 / 100,00   | 0,67 | 0 / 11     | Estável |
|                         | Partido Socialista Revolucionário | 575     | 0,69 / 100,00   | Novo | 0 / 11     | Novo    |
| Votos Inválidos         | Votos Inválidos                   | 3 472   | 4,18 / 100,00   | 0,66 |            |         |
| Total                   | Total                             | 83 031  | 100,00 / 100,00 |      | 11 / 11    |         |
| Eleitorado/Participação | Eleitorado/Participação           | 161 627 | 51,37 / 100,00  | 2,95 |            |         |

### Arruda dos Vinhos
| Partido                 | Partido                        | Votos | %               | +/-  | Vereadores | +/-     |
| ----------------------- | ------------------------------ | ----- | --------------- | ---- | ---------- | ------- |
|                         | Partido Social Democrata       | 2 055 | 40,07 / 100,00  | 1,56 | 2 / 5      | Estável |
|                         | Partido Socialista             | 1 940 | 37,83 / 100,00  | 2,27 | 2 / 5      | Estável |
|                         | Coligação Democrática Unitária | 878   | 17,12 / 100,00  | 2,47 | 1 / 5      | Estável |
|                         | Partido Popular                | 95    | 1,85 / 100,00   | 1,82 | 0 / 5      | Estável |
| Votos Inválidos         | Votos Inválidos                | 160   | 3,12 / 100,00   | 0,05 |            |         |
| Total                   | Total                          | 5 128 | 100,00 / 100,00 |      | 5 / 5      |         |
| Eleitorado/Participação | Eleitorado/Participação        | 8 121 | 63,14 / 100,00  | 0,95 |            |         |

### Azambuja
| Partido                 | Partido                        | Votos  | %               | +/-   | Vereadores | +/-     |
| ----------------------- | ------------------------------ | ------ | --------------- | ----- | ---------- | ------- |
|                         | Partido Socialista             | 4 341  | 38,24 / 100,00  | 3,05  | 3 / 7      | 1       |
|                         | Coligação Democrática Unitária | 3 922  | 34,55 / 100,00  | 15,40 | 3 / 7      | 2       |
|                         | Partido Social Democrata       | 1 915  | 16,87 / 100,00  | 7,99  | 1 / 7      | 1       |
|                         | PCTP/MRPP                      | 376    | 3,31 / 100,00   | 1,99  | 0 / 7      | Estável |
|                         | Partido Popular                | 315    | 2,78 / 100,00   | 0,82  | 0 / 7      | Estável |
| Votos Inválidos         | Votos Inválidos                | 482    | 4,25 / 100,00   | 0,31  |            |         |
| Total                   | Total                          | 11 351 | 100,00 / 100,00 |       | 7 / 7      |         |
| Eleitorado/Participação | Eleitorado/Participação        | 17 432 | 65,12 / 100,00  | 2,43  |            |         |

### Cadaval
| Partido                 | Partido                        | Votos  | %               | +/-  | Vereadores | +/-     |
| ----------------------- | ------------------------------ | ------ | --------------- | ---- | ---------- | ------- |
|                         | Partido Socialista             | 3 852  | 51,24 / 100,00  | 1,27 | 4 / 7      | Estável |
|                         | Partido Social Democrata       | 2 820  | 37,51 / 100,00  | 1,00 | 3 / 7      | Estável |
|                         | Coligação Democrática Unitária | 280    | 3,72 / 100,00   | 0,29 | 0 / 7      | Estável |
|                         | Partido Popular                | 203    | 2,70 / 100,00   | 0,34 | 0 / 7      | Estável |
| Votos Inválidos         | Votos Inválidos                | 362    | 4,81 / 100,00   | 0,38 |            |         |
| Total                   | Total                          | 7 517  | 100,00 / 100,00 |      | 7 / 7      |         |
| Eleitorado/Participação | Eleitorado/Participação        | 12 298 | 61,12 / 100,00  | 5,43 |            |         |

### Cascais
| Partido                 | Partido                           | Votos   | %               | +/-  | Vereadores | +/-     |
| ----------------------- | --------------------------------- | ------- | --------------- | ---- | ---------- | ------- |
|                         | Partido Socialista                | 29 179  | 42,04 / 100,00  | 1,14 | 5 / 11     | 1       |
|                         | Partido Social Democrata          | 22 042  | 31,76 / 100,00  | 3,13 | 4 / 11     | 1       |
|                         | Coligação Democrática Unitária    | 7 995   | 11,52 / 100,00  | 1,63 | 1 / 11     | Estável |
|                         | Partido Popular                   | 4 897   | 7,06 / 100,00   | 2,89 | 1 / 11     | Estável |
|                         | PCTP/MRPP                         | 722     | 1,04 / 100,00   | 0,31 | 0 / 11     | Estável |
|                         | União Democrática Popular         | 530     | 0,76 / 100,00   | -    | 0 / 11     | -       |
|                         | Partido Socialista Revolucionário | 464     | 0,67 / 100,00   | Novo | 0 / 11     | Novo    |
| Votos Inválidos         | Votos Inválidos                   | 3 579   | 5,16 / 100,00   | 1,43 |            |         |
| Total                   | Total                             | 69 408  | 100,00 / 100,00 |      | 11 / 11    |         |
| Eleitorado/Participação | Eleitorado/Participação           | 149 867 | 46,31 / 100,00  | 7,25 |            |         |

### Lisboa
| Partido                 | Partido                 | Votos   | %               | +/-  | Vereadores | +/-     |
| ----------------------- | ----------------------- | ------- | --------------- | ---- | ---------- | ------- |
|                         | PS-PCP-PEV-UDP          | 165 008 | 51,88 / 100,00  | 4,78 | 10 / 17    | 1       |
|                         | PSD-CDS                 | 124 859 | 39,26 / 100,00  | Novo | 7 / 17     | Novo    |
|                         | PSR-PXXI                | 8 363   | 2,63 / 100,00   | Novo | 0 / 17     | Novo    |
|                         | PCTP/MRPP               | 6 068   | 1,91 / 100,00   | 0,74 | 0 / 17     | Estável |
| Votos Inválidos         | Votos Inválidos         | 13 757  | 4,32 / 100,00   | 0,80 |            |         |
| Total                   | Total                   | 318 055 | 100,00 / 100,00 |      | 17 / 17    |         |
| Eleitorado/Participação | Eleitorado/Participação | 658 700 | 48,29 / 100,00  | 5,18 |            |         |

### Loures
| Partido                 | Partido                           | Votos   | %               | +/-  | Vereadores | +/-     |
| ----------------------- | --------------------------------- | ------- | --------------- | ---- | ---------- | ------- |
|                         | Coligação Democrática Unitária    | 53 744  | 35,09 / 100,00  | 0,32 | 5 / 11     | 1       |
|                         | Partido Socialista                | 52 431  | 34,24 / 100,00  | 0,56 | 4 / 11     | Estável |
|                         | Partido Social Democrata          | 30 266  | 19,76 / 100,00  | 1,82 | 2 / 11     | 1       |
|                         | Partido Popular                   | 3 393   | 2,22 / 100,00   | 1,72 | 0 / 11     | Estável |
|                         | Partido da Democracia Cristã      | 2 288   | 1,49 / 100,00   | -    | 0 / 11     | -       |
|                         | PCTP/MRPP                         | 1 948   | 1,27 / 100,00   | 1,20 | 0 / 11     | Estável |
|                         | União Democrática Popular         | 908     | 0,59 / 100,00   | -    | 0 / 11     | -       |
|                         | Partido Socialista Revolucionário | 882     | 0,58 / 100,00   | Novo | 0 / 11     | Novo    |
| Votos Inválidos         | Votos Inválidos                   | 7 289   | 4,76 / 100,00   | 1,19 |            |         |
| Total                   | Total                             | 153 149 | 100,00 / 100,00 |      | 11 / 11    |         |
| Eleitorado/Participação | Eleitorado/Participação           | 279 878 | 54,72 / 100,00  | 5,57 |            |         |

### Lourinhã
| Partido                 | Partido                        | Votos  | %               | +/-   | Vereadores | +/-     |
| ----------------------- | ------------------------------ | ------ | --------------- | ----- | ---------- | ------- |
|                         | Partido Socialista             | 7 244  | 58,25 / 100,00  | 16,90 | 5 / 7      | 2       |
|                         | Partido Social Democrata       | 3 555  | 28,58 / 100,00  | 12,66 | 2 / 7      | 1       |
|                         | Partido Popular                | 879    | 7,07 / 100,00   | 4,98  | 0 / 7      | 1       |
|                         | Coligação Democrática Unitária | 226    | 1,82 / 100,00   | 0,73  | 0 / 7      | Estável |
| Votos Inválidos         | Votos Inválidos                | 533    | 4,29 / 100,00   | 0,02  |            |         |
| Total                   | Total                          | 12 437 | 100,00 / 100,00 |       | 7 / 7      |         |
| Eleitorado/Participação | Eleitorado/Participação        | 19 218 | 64,72 / 100,00  | 1,03  |            |         |

### Mafra
| Partido                 | Partido                        | Votos  | %               | +/-  | Vereadores | +/-     |
| ----------------------- | ------------------------------ | ------ | --------------- | ---- | ---------- | ------- |
|                         | Partido Social Democrata       | 12 163 | 52,80 / 100,00  | 9,86 | 5 / 7      | 1       |
|                         | Partido Socialista             | 6 823  | 29,62 / 100,00  | 9,93 | 2 / 7      | 1       |
|                         | Coligação Democrática Unitária | 1 735  | 7,53 / 100,00   | 1,33 | 0 / 7      | Estável |
|                         | Partido Popular                | 1 277  | 5,54 / 100,00   | 0,62 | 0 / 7      | Estável |
| Votos Inválidos         | Votos Inválidos                | 1 040  | 4,52 / 100,00   | 0,70 |            |         |
| Total                   | Total                          | 23 038 | 100,00 / 100,00 |      | 7 / 7      |         |
| Eleitorado/Participação | Eleitorado/Participação        | 39 225 | 58,73 / 100,00  | 3,64 |            |         |

### Oeiras
| Partido                 | Partido                           | Votos   | %               | +/-  | Vereadores | +/-     |
| ----------------------- | --------------------------------- | ------- | --------------- | ---- | ---------- | ------- |
|                         | Partido Social Democrata          | 35 232  | 48,27 / 100,00  | 9,18 | 6 / 11     | 1       |
|                         | Partido Socialista                | 21 518  | 29,48 / 100,00  | 3,63 | 4 / 11     | Estável |
|                         | Coligação Democrática Unitária    | 8 961   | 12,28 / 100,00  | 3,51 | 1 / 11     | 1       |
|                         | Partido Popular                   | 3 069   | 4,20 / 100,00   | 1,95 | 0 / 11     | Estável |
|                         | Partido Socialista Revolucionário | 721     | 0,99 / 100,00   | Novo | 0 / 11     | Novo    |
|                         | PCTP/MRPP                         | 469     | 0,64 / 100,00   | 0,08 | 0 / 11     | Estável |
|                         | União Democrática Popular         | 412     | 0,56 / 100,00   | -    | 0 / 11     | -       |
| Votos Inválidos         | Votos Inválidos                   | 2 605   | 3,57 / 100,00   | 0,15 |            |         |
| Total                   | Total                             | 72 987  | 100,00 / 100,00 |      | 11 / 11    |         |
| Eleitorado/Participação | Eleitorado/Participação           | 141 001 | 51,76 / 100,00  | 5,27 |            |         |

### Sintra
| Partido                 | Partido                           | Votos   | %               | +/-   | Vereadores | +/-     |
| ----------------------- | --------------------------------- | ------- | --------------- | ----- | ---------- | ------- |
|                         | Partido Socialista                | 60 166  | 48,59 / 100,00  | 13,99 | 6 / 11     | 2       |
|                         | Coligação Democrática Unitária    | 28 682  | 23,16 / 100,00  | 5,65  | 3 / 11     | 1       |
|                         | Partido Social Democrata          | 23 247  | 18,77 / 100,00  | 8,31  | 2 / 11     | 1       |
|                         | Partido Popular                   | 3 820   | 3,09 / 100,00   | 0,59  | 0 / 11     | Estável |
|                         | PCTP/MRPP                         | 1 620   | 1,31 / 100,00   | 0,75  | 0 / 11     | Estável |
|                         | Partido Socialista Revolucionário | 677     | 0,55 / 100,00   | Novo  | 0 / 11     | Novo    |
|                         | União Democrática Popular         | 639     | 0,52 / 100,00   | -     | 0 / 11     | -       |
| Votos Inválidos         | Votos Inválidos                   | 4 968   | 4,01 / 100,00   | 0,68  |            |         |
| Total                   | Total                             | 123 819 | 100,00 / 100,00 |       | 11 / 11    |         |
| Eleitorado/Participação | Eleitorado/Participação           | 239 497 | 51,70 / 100,00  | 7,15  |            |         |

### Sobral de Monte Agraço
| Partido                 | Partido                        | Votos | %               | +/-  | Vereadores | +/-     |
| ----------------------- | ------------------------------ | ----- | --------------- | ---- | ---------- | ------- |
|                         | Coligação Democrática Unitária | 2 691 | 64,30 / 100,00  | 1,49 | 4 / 5      | Estável |
|                         | Partido Socialista             | 734   | 17,54 / 100,00  | 6,14 | 1 / 5      | 1       |
|                         | Partido Social Democrata       | 447   | 10,68 / 100,00  | 7,85 | 0 / 5      | 1       |
|                         | Partido Popular                | 126   | 3,01 / 100,00   | -    | 0 / 5      | -       |
| Votos Inválidos         | Votos Inválidos                | 187   | 4,47 / 100,00   | 0,19 |            |         |
| Total                   | Total                          | 4 185 | 100,00 / 100,00 |      | 5 / 5      |         |
| Eleitorado/Participação | Eleitorado/Participação        | 6 926 | 60,42 / 100,00  | 5,69 |            |         |

### Torres Vedras
| Partido                 | Partido                        | Votos  | %               | +/-  | Vereadores | +/-     |
| ----------------------- | ------------------------------ | ------ | --------------- | ---- | ---------- | ------- |
|                         | Partido Socialista             | 16 280 | 47,58 / 100,00  | 4,21 | 5 / 9      | 1       |
|                         | Partido Social Democrata       | 11 236 | 32,84 / 100,00  | 3,08 | 3 / 9      | Estável |
|                         | Coligação Democrática Unitária | 4 033  | 11,79 / 100,00  | 7,04 | 1 / 9      | 1       |
|                         | Partido Popular                | 1 274  | 3,72 / 100,00   | 0,48 | 0 / 9      | Estável |
| Votos Inválidos         | Votos Inválidos                | 1 392  | 4,07 / 100,00   | 0,22 |            |         |
| Total                   | Total                          | 34 215 | 100,00 / 100,00 |      | 9 / 9      |         |
| Eleitorado/Participação | Eleitorado/Participação        | 58 613 | 58,37 / 100,00  | 1,71 |            |         |

### Vila Franca de Xira
| Partido                 | Partido                           | Votos  | %               | +/-  | Vereadores | +/-     |
| ----------------------- | --------------------------------- | ------ | --------------- | ---- | ---------- | ------- |
|                         | Partido Socialista                | 18 611 | 38,46 / 100,00  | 5,68 | 4 / 9      | 1       |
|                         | Coligação Democrática Unitária    | 18 046 | 37,29 / 100,00  | 2,64 | 4 / 9      | Estável |
|                         | Partido Social Democrata          | 7 550  | 15,60 / 100,00  | 3,10 | 1 / 9      | 1       |
|                         | Partido Popular                   | 881    | 1,82 / 100,00   | 1,96 | 0 / 9      | Estável |
|                         | PCTP/MRPP                         | 836    | 1,73 / 100,00   | 0,42 | 0 / 9      | Estável |
|                         | União Democrática Popular         | 384    | 0,79 / 100,00   | -    | 0 / 9      | -       |
|                         | Partido Socialista Revolucionário | 219    | 0,45 / 100,00   | Novo | 0 / 9      | Novo    |
| Votos Inválidos         | Votos Inválidos                   | 1 861  | 3,85 / 100,00   | 0,35 |            |         |
| Total                   | Total                             | 48 388 | 100,00 / 100,00 |      | 9 / 9      |         |
| Eleitorado/Participação | Eleitorado/Participação           | 87 663 | 55,20 / 100,00  | 4,47 |            |         |